# Ronda (Spanje)

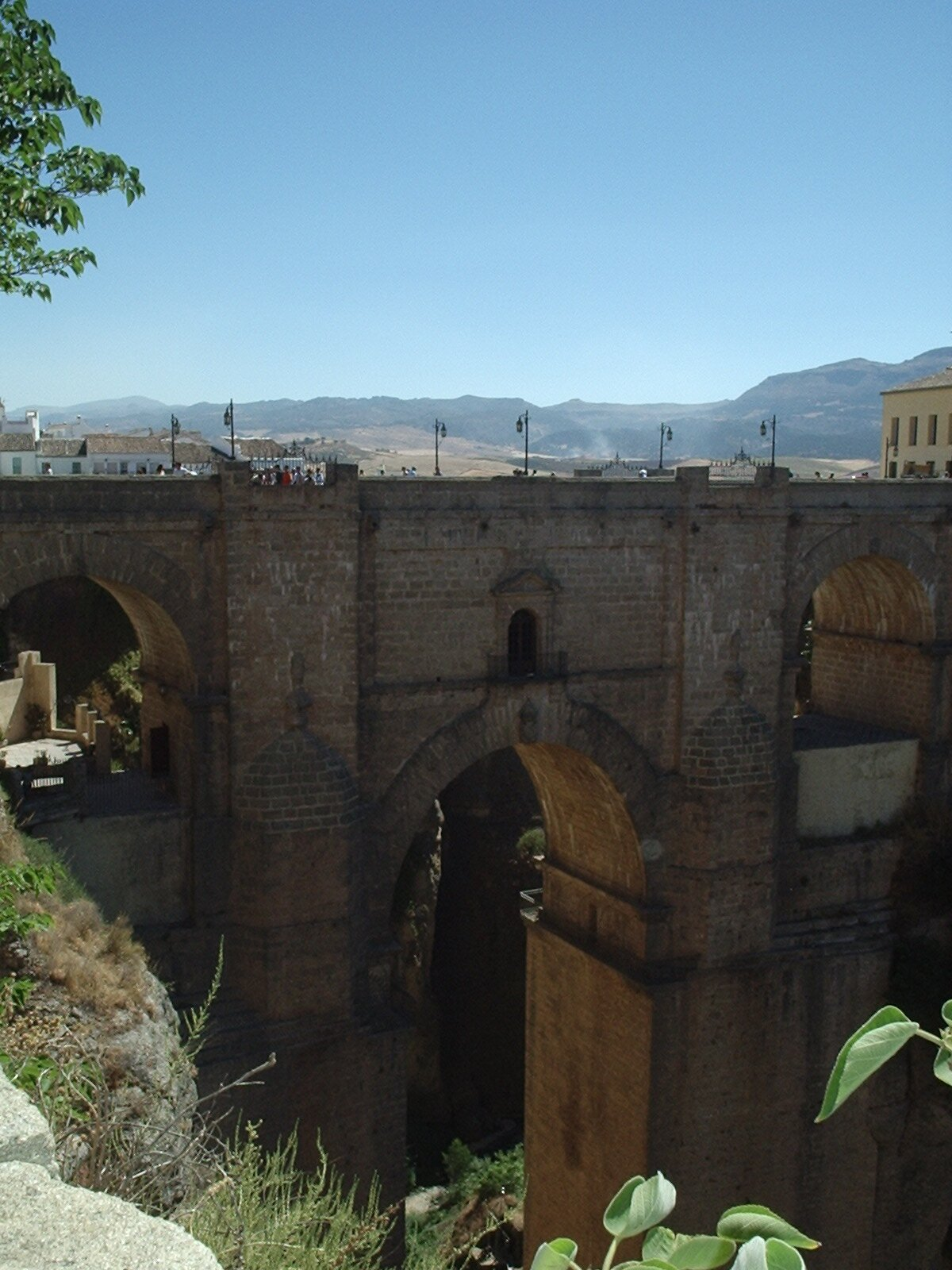
De beroemde Puente Nuevo van Ronda

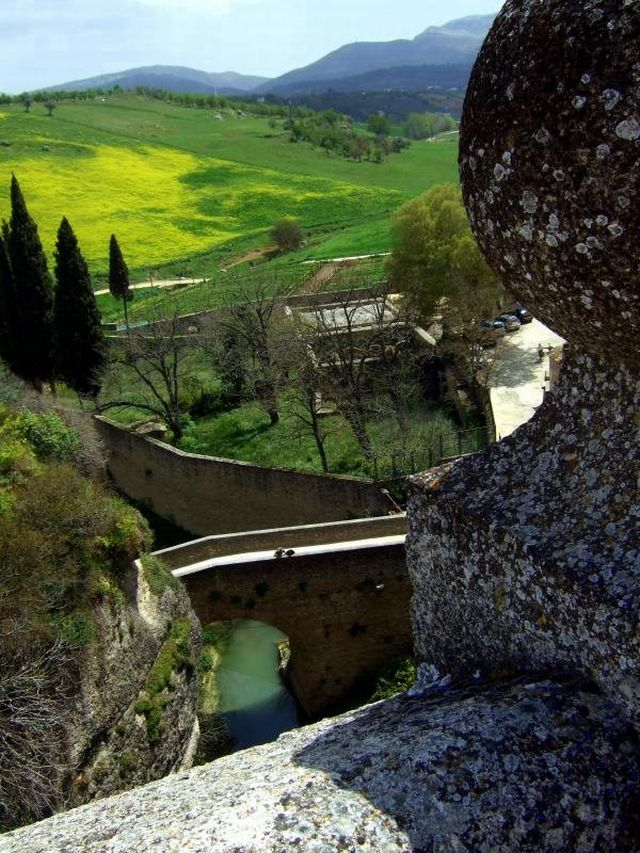
De Moorse brug aan de zuidzijde van Ronda; gezien vanaf de Puente Viejo

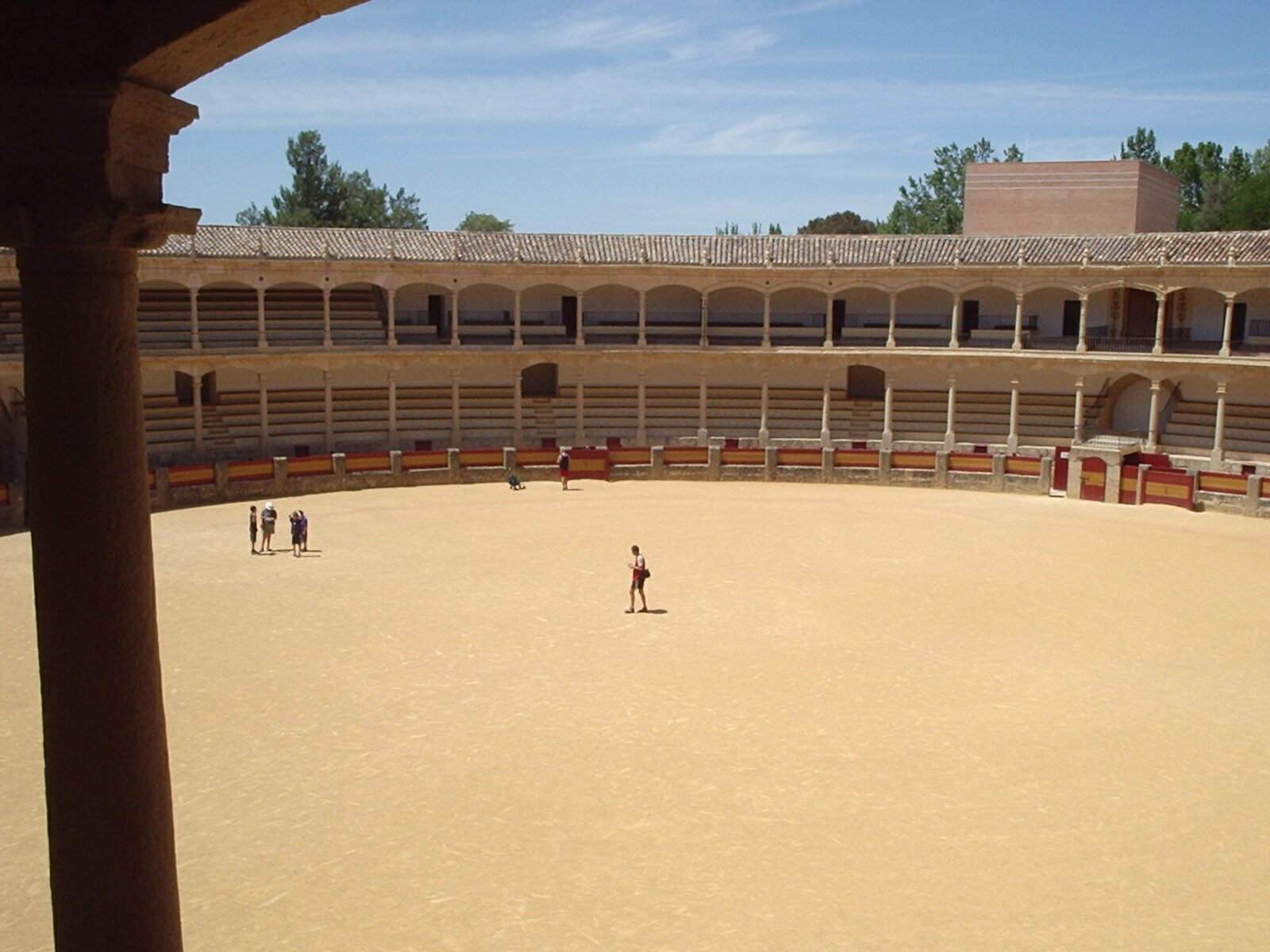
De Plaza de Toros van Ronda

Ronda is een stad in de Spaanse provincie Málaga, regio Andalusië. De stad telt 36.122 inwoners (2007) op een oppervlak van 481 km².

## Ligging
Ronda ligt in een bergachtig gebied in centraal Andalusië, zo'n vijftig kilometer landinwaarts van de Costa del Sol op ongeveer 750 meter boven zeeniveau. De rivier Guadalevín splitst het stadje in tweeën en heeft een diepe kloof uitgesneden, bekend als Tajo de Ronda. Ten oosten van Ronda ligt de Sierra de las Nieves (het "Sneeuwgebergte") en in het westen ligt de Sierra de Grazalema.

## Geschiedenis
De oorsprong van de stad Ronda is Keltisch, hoewel er oudere prehistorische resten in de omgeving zijn gevonden, met name in de Cueva de la Pileta. Na de Kelten bevolkten de Feniciërs en de Grieken het gebied rond Ronda. Later noemden de Romeinen de plaats Arunda, omdat het stadje uitkeek over de omgeving en zo rondom een strategisch uitzicht had. In die tijd begon ook de handel in Ronda op te bloeien.
Tijdens de Moorse overheersing werd Ronda uitgeroepen tot hoofdstad van de provincie Andalusië de Takurunna en later werd het de hoofdstad van het zelfstandige Taifa van Ronda, geleid door de Berberse stam Banu Ifran. Het merendeel van de belangrijke historische bouwwerken stamt uit deze tijd. Het kwam later in handen van de Marokkaanse Almohaden-dynastie, die de Arabische baden van Ronda bouwde. In de periode voor de Reconquista maakte Ronda deel uit van de Nasriden-dynastie binnen het koninkrijk Granada. In 1485 werd Ronda tijdens de Oorlog van Granada door de christenen op de Moren terugveroverd en in 1572 werd de Koninklijke Ruiterschool Real Maestranza de Caballería de Ronda opgericht. Hier werden de paarden en ruiters getraind die ingezet werden in diverse oorlogen.

### Bruggen
Er liggen drie bruggen over de rivier:
- Puente romano, Puente arabe of Puente San Miguel
- Puente viejo ("oude brug")
- De beroemde Puente nuevo ("nieuwe brug")

In 1616 werd de Puente viejo, een brug met een enkele boog over de Tajo de Ronda gebouwd, die de eerder ingestorte Puente romano verving. De bouw van de Puente nuevo werd begonnen in 1751  en duurde 42 jaar. De brug geldt als hét symbool en trekpleister van Ronda.

### Kerken
Een van de  kerken van Ronda is de Santa María la Mayor. In deze kerk staat het beroemde Mariabeeld Nuestra Señora de la Paz (Onze-Lieve-Vrouwe-van-de-Vrede). Andere kerken zijn de Sint-Cecilia en de kerk van Padre Jesús.

### Stierenvechten
Vanaf de achttiende eeuw begon het stierenvechten steeds belangrijker te worden in de omgeving en in 1784 werd in Ronda een Plaza de Toros gebouwd, de oudste nog bestaande stierenvechtenarena van Spanje. De beroemde torero Pedro Romero werd in Ronda geboren en won aldaar veel gevechten.
Thans worden er nog maar vier stierengevechten per jaar gehouden in het Plaza de Toros (alle in september), voor de rest van het jaar is het een museum.

### Twintigste eeuw
Ernest Hemingway en Orson Welles woonden jarenlang 's zomers in Ronda en beschreven de schoonheid van het gebied. Welles liet er zelfs zijn as verstrooien over het landgoed van de stierenvechter Antonio Ordóñez.
Tegenstanders van het falangistische regime werden van de kliffen van El Tajo afgegooid. De Belgische groep dEUS nam er hun plaat The Ideal Crash op.
Buiten de stad Ronda is het Race Resort Ascari gelegen, een racebaan opgezet door de Nederlander Klaas Zwart.
De finale van Wie is de mol? 2012 vond plaats in Ronda.

## Demografische ontwikkeling
Bron: INE; 1857-2011: volkstellingen
Opm.: In 1877 werd de gemeente Serrato geannexeerd

## Klimaat
| Maand                   | jan | feb | mrt | apr | mei | jun | jul | aug | sep | okt | nov | dec | Jaar  |
| ----------------------- | --- | --- | --- | --- | --- | --- | --- | --- | --- | --- | --- | --- | ----- |
| Gemiddeld maximum (°C)  | 16  | 16  | 18  | 20  | 24  | 27  | 31  | 31  | 28  | 24  | 19  | 17  | 22,58 |
| Gemiddeld minimum (°C)  | 8   | 8   | 9   | 11  | 13  | 16  | 19  | 20  | 18  | 15  | 11  | 9   | 13,08 |
|                         |     |     |     |     |     |     |     |     |     |     |     |     |       |
| Neerslag (mm)           | 45  | 34  | 40  | 27  | 13  | 5   | 1   | 5   | 15  | 27  | 47  | 37  | 296   |
| Bron: Het weer in Ronda |     |     |     |     |     |     |     |     |     |     |     |     |       |

## Bekende Rondanezen
- Aniya La Gitana - flamencozangeres
- Cristóbal Palmero Tobalo el Polo - flamencozangeres
- Cayetano Ordóñez - torero
- Antonio Ordóñez - torero
- Pedro Romero - torero
- Vicente Espinel - schrijver en musicus
- Abbas Ibn Firnas - uitvinder